# Messatoporus grandis
Messatoporus grandis là một loài tò vò trong họ Ichneumonidae.